# Asperula orientalis
Asperula orientalis  es una planta perenne de la familia de las rubiáceas. Esta planta se usa como planta ornamental y es originaria de Europa y Asia occidental.

## Descripción
Hierbas aromáticas, anuales, de raíces fibrosas. Tallos pocos o solitario, alcanzando un tamaño de 30  cm de altura, cuadrangulares rectos, erectos, a menudo regularmente ramificados, glabros. Las hojas y estípulas en verticilos de 4-8, subsésiles, papiráceas, lanceoladas, linear-lanceoladas o espatuladas, de 12-25  ×  2-5  mm, la base aguda, el ápice obtuso a redondeado, sin  venas secundarias evidentes. Las inflorescencias son terminales, con pedúnculos de 1.5-4 cm, brácteas involucrales semejantes a las hojas, de 1-12 mm. Flores sésiles de color pálido a púrpura claro, azul. Fl. junio-julio, fr. agosto-septiembre.

## Distribución y hábitat
Cultivado como planta ornamental en Anhui, Jiangsu (Nanjing), y Shaanxi (Xian) en China y en Asia sudoccidental (Georgia, Irak, Líbano, Siria y Turquía).

## Taxonomía
Asperula orientalis fue descrita por Boiss. & Hohen. y publicado en Diagnoses Plantarum Orientalium Novarum, ser. 1, 3: 30–31, en el año 1843.
Etimología
Asperula: nombre genérico que significa "un tanto áspero",o bien  "diminutivo de asper"
orientalis: epíteto latíno que significa "de oriente".
Sinonimia
- Asperula arvensis subsp. orientalis (Boiss. & Hohen.) C.Thiébaut
- Asperula azurea Jaub. & Spach
- Galium azureum (Jaub. & Spach) E.H.L.Krause[5][6]